# Iglesia de San Pedro (Viena)
La iglesia de San Pedro (en alemán: Peterskirche) es una iglesia católica de estilo barroco situada en Viena, Austria. Fue transferida en 1970 a los sacerdotes del Opus Dei por el arzobispo de Viena Franz König.

## La primera iglesia
La iglesia más antigua (de la que no se conserva nada en la actualidad) se remonta a la Alta Edad Media, y hay especulación de que podría ser la iglesia más antigua de Viena.

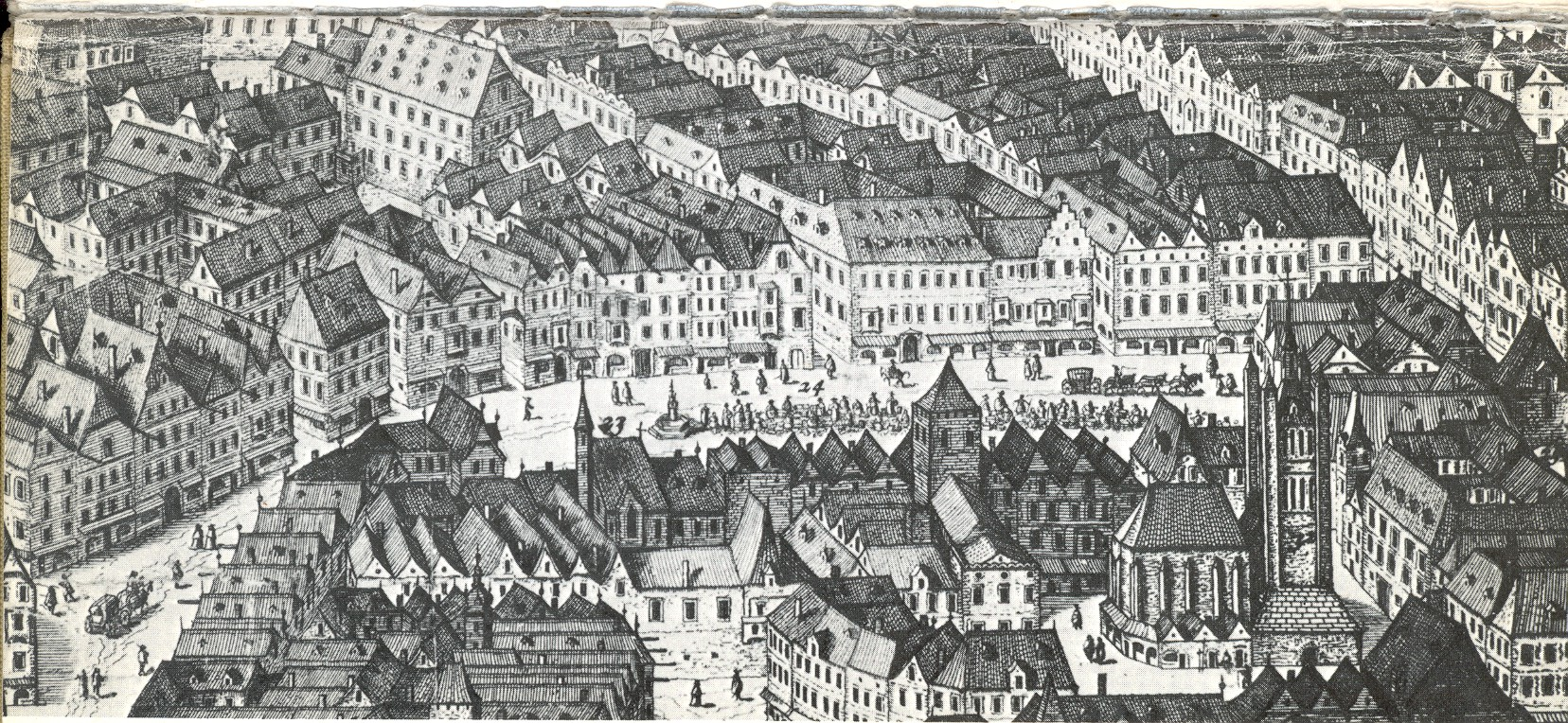
Vista de Graben con la iglesia medieval (Jacob Hoefnagel, 1609).

Esta iglesia fue sustituida con una iglesia románica que tenía una nave central y dos naves laterales. Se cree que fue fundada por Carlomagno en torno al año 800, aunque no hay pruebas que apoyen esta tesis. En el exterior de la iglesia hay un relieve de R. Weyr consagrado a la fundación de la iglesia por parte de Carlomagno. En cualquier caso, se menciona por primera vez una iglesia dedicada a San Pedro en Viena en 1137. En torno a finales del siglo XII, la iglesia pasó a formar parte del Schottenstift.
La iglesia medieval tenía tres altares, con un ábside en el sur en lugar de la normal orientación hacia el este. Este extraño rasgo ha desencadenado muchas discusiones entre los expertos, y se sospecha que la iglesia fue adaptada a partir de un edificio secular preexistente. La iglesia estaba rodeada por tiendas y un edificio cercano albergaba la Stadtguardia, precursora de la policía moderna. La iglesia antigua se incendió en 1661 y solo se hicieron reparaciones provisionales. La decisión de construir una nueva iglesia se tomó con la llegada de la Fraternidad de la Santísima Trinidad, de la que era miembro el emperador Leopoldo I, que prometió reconstruir esta iglesia cuando Viena fue devastada por la peste bubónica entre 1679 y 1680.

## El nuevo edificio
La construcción de la nueva iglesia barroca empezó en torno a 1701 bajo la dirección de Gabriele Montani, que fue sustituido por Johann Lukas von Hildebrandt en 1703. El diseño se inspiró en la Basílica de San Pedro de Roma. En 1722, la mayor parte del edificio estaba finalizado, y en 1733, la Peterskirche se consagró finalmente a la Santísima Trinidad. La nueva iglesia fue la primera estructura con cúpula de la Viena barroca. Debido al limitado espacio disponible, se construyó de una manera muy compacta: no obstante, su interior oval alberga una cantidad asombrosa de espacio y tiene anexos rectangulares. La iglesia hace una impresión abrumadora en el visitante con su sorprendentemente rico interior lleno de estuco dorado y es considerada la iglesias barroca más importante de Viena.
La cúpula con linterna fue diseñada principalmente por Matthias Steinl, que también fue responsable de la decoración interior y de los bancos, con sus fabulosas cabezas de querubín. Los frescos fueron pintados originalmente por el famoso artista italiano Andrea Pozzo, pero sus pinturas fueron retiradas después de su muerte. Como resultado, en 1713, Johann Michael Rottmayr pudo empezar una decoración completamente nueva. El fresco en la cúpula representa la Coronación de Nuestra Señora. En el arco de triunfo puede verse el escudo del emperador Leopoldo I. En las enjutas alrededor de la cúpula hay representaciones de los cuatro evangelistas y cuatro Padres de la Iglesia, pintados por el artista vienés J.G. Schmidt. El mismo artista también pintó el retablo de la capilla lateral de San Miguel.
El altar mayor barroco fue realizado por Antonio Galli Bibiena y su taller de Bolonia (construcción) y Martino Altomonte (1657–1745) (retablo). El retablo representa la Curación del cojo por San Pedro y San Juan en Jerusalén. El mismo artista también pintó el retablo de la capilla lateral de la Sagrada Familia. La pequeña pintura de la Inmaculada Concepción encima del altar mayor es del artista del siglo XIX Kupelwieser. Los santuarios en las capillas laterales de la Sagrada Familia y San Miguel contienen mártires de las catacumbas romanas, donados por el Cardenal Kollonitz en 1733.
El ornamentado púlpito dorado es una magnífica escultura de Matthias Steinl (1726) que tiene una representación de la Santísima Trinidad en la parte superior del dosel. Frente al púlpito, hay una espectacular representación en oro y plata del Martirio de San Juan Nepomuceno, esculpida por Lorenzo Mattielli. En su cima está la bella estatua de La Madre de Dios.
Con el paso de los años, las pinturas se habían oscurecido y el interior empezó a asumir un aspecto gris. Entre 1998 y 2004, la iglesia atravesó una renovación que devolvió a las pinturas sus ricos colores y el brillo original.

## Acceso
La Iglesia de San Pedro se sitúa en Petersplatz, al lado del Graben y justo al oeste de la Pestsäule. La calle Jungferngasse conduce directamente de la zona peatonal de Graben a la iglesia. La iglesia está tapada por los edificios que la rodean, y solo puede verse claramente desde directamente enfrente.

## Galería de imágenes

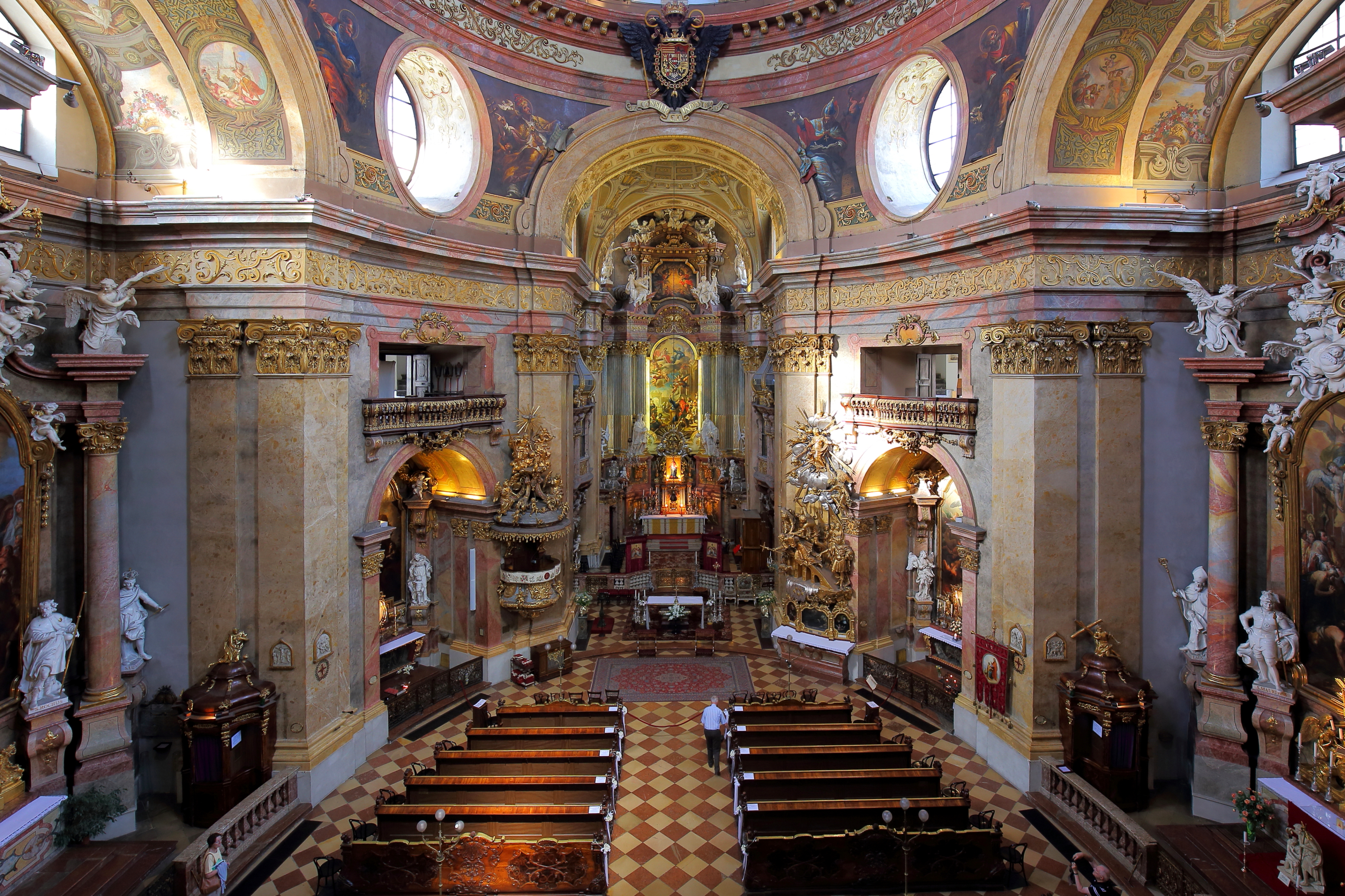
Interior de la Iglesia de San Pedro.
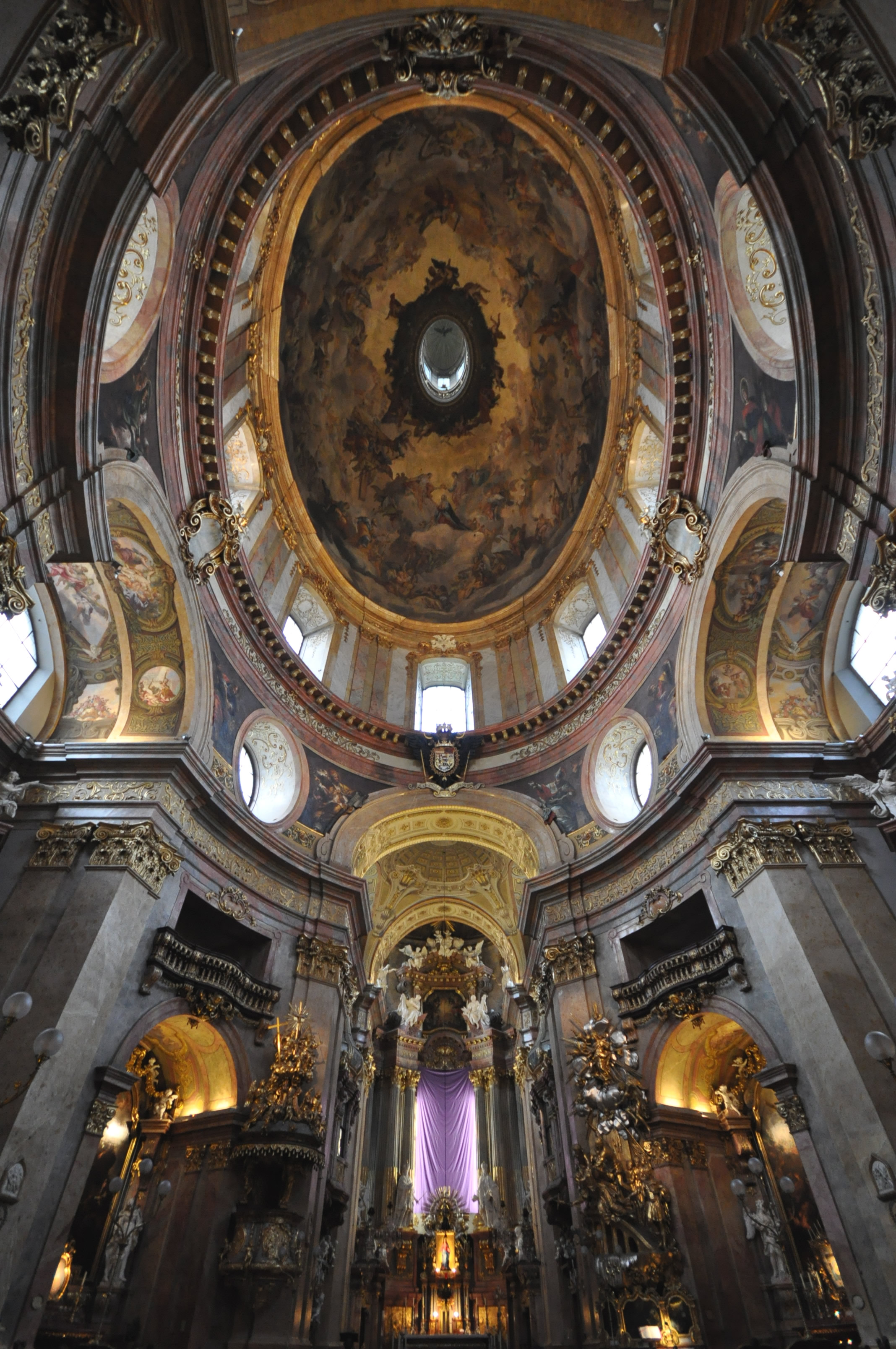
Vista de la cúpula y el altar.
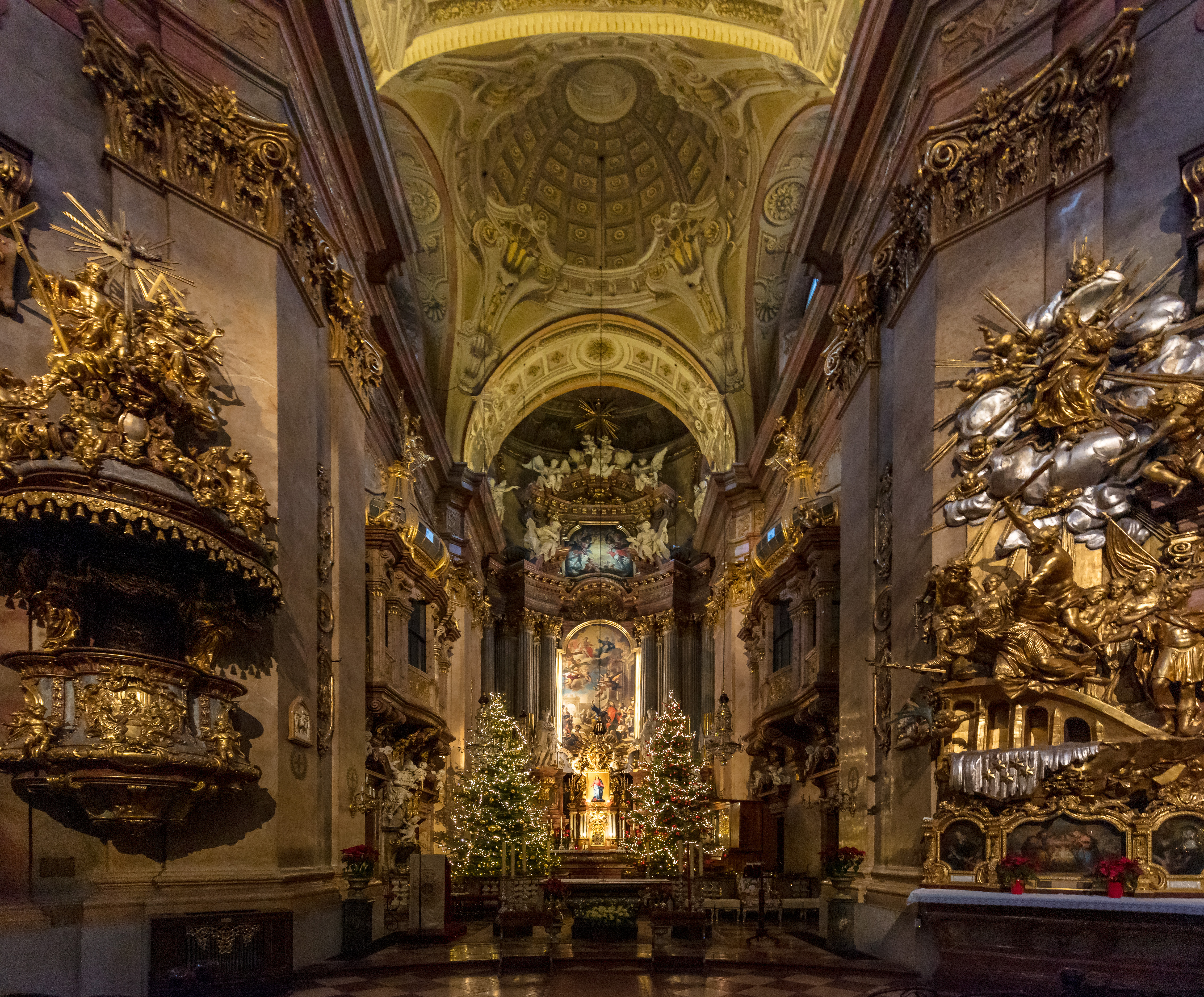
Altar.
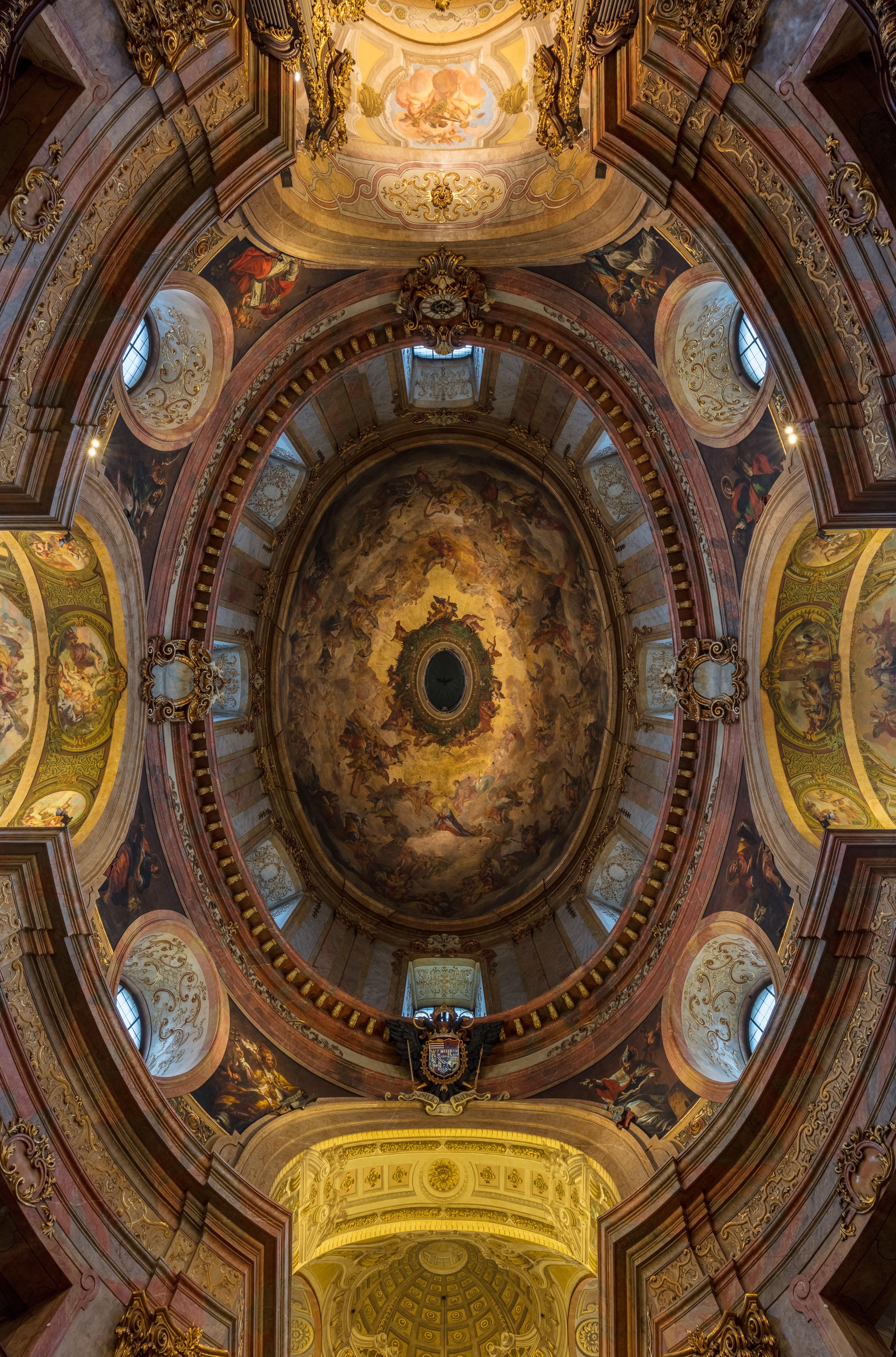
Detalle de los frescos de la cúpula.
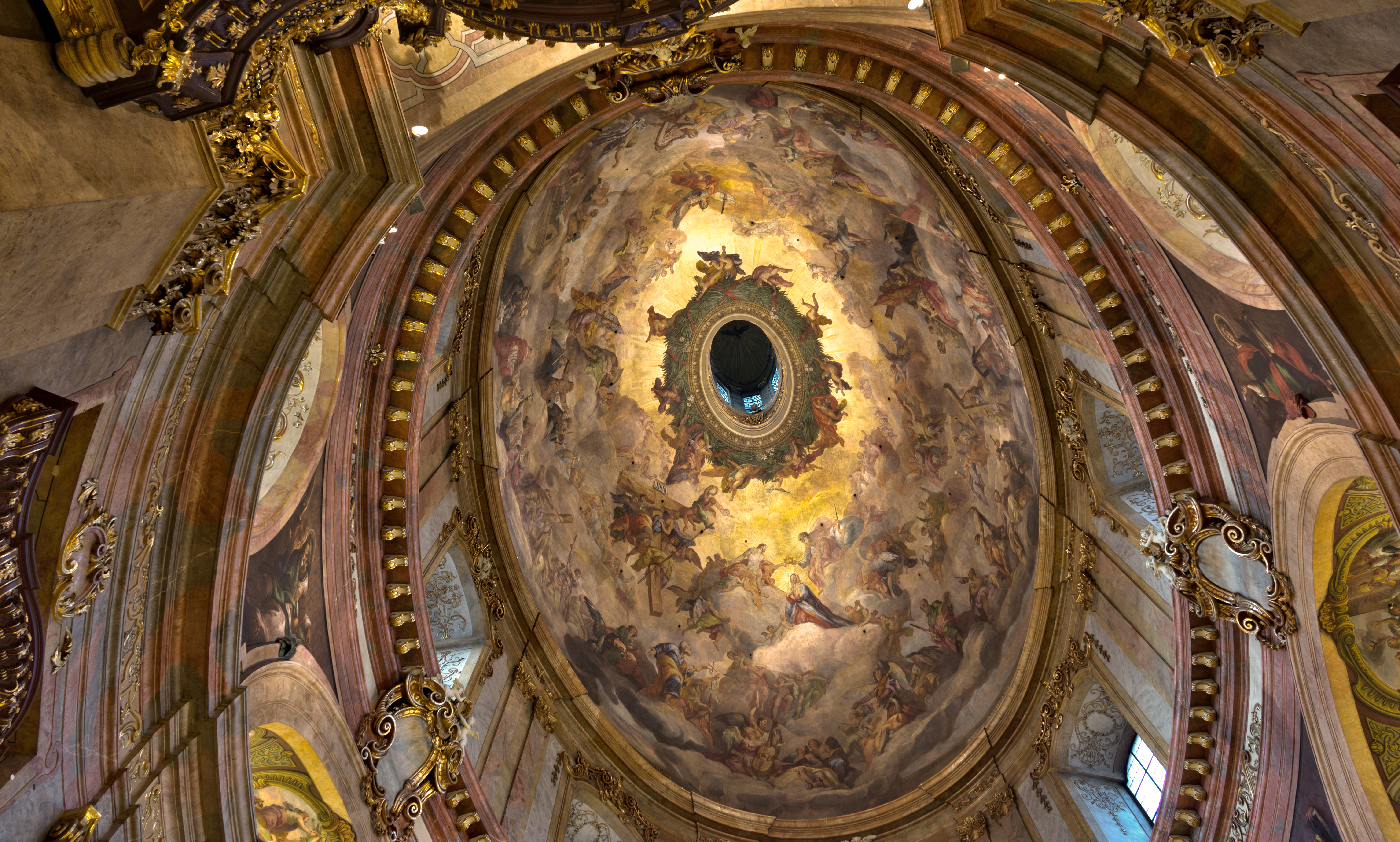
El fresco de la Coronación de Nuestra Señora.
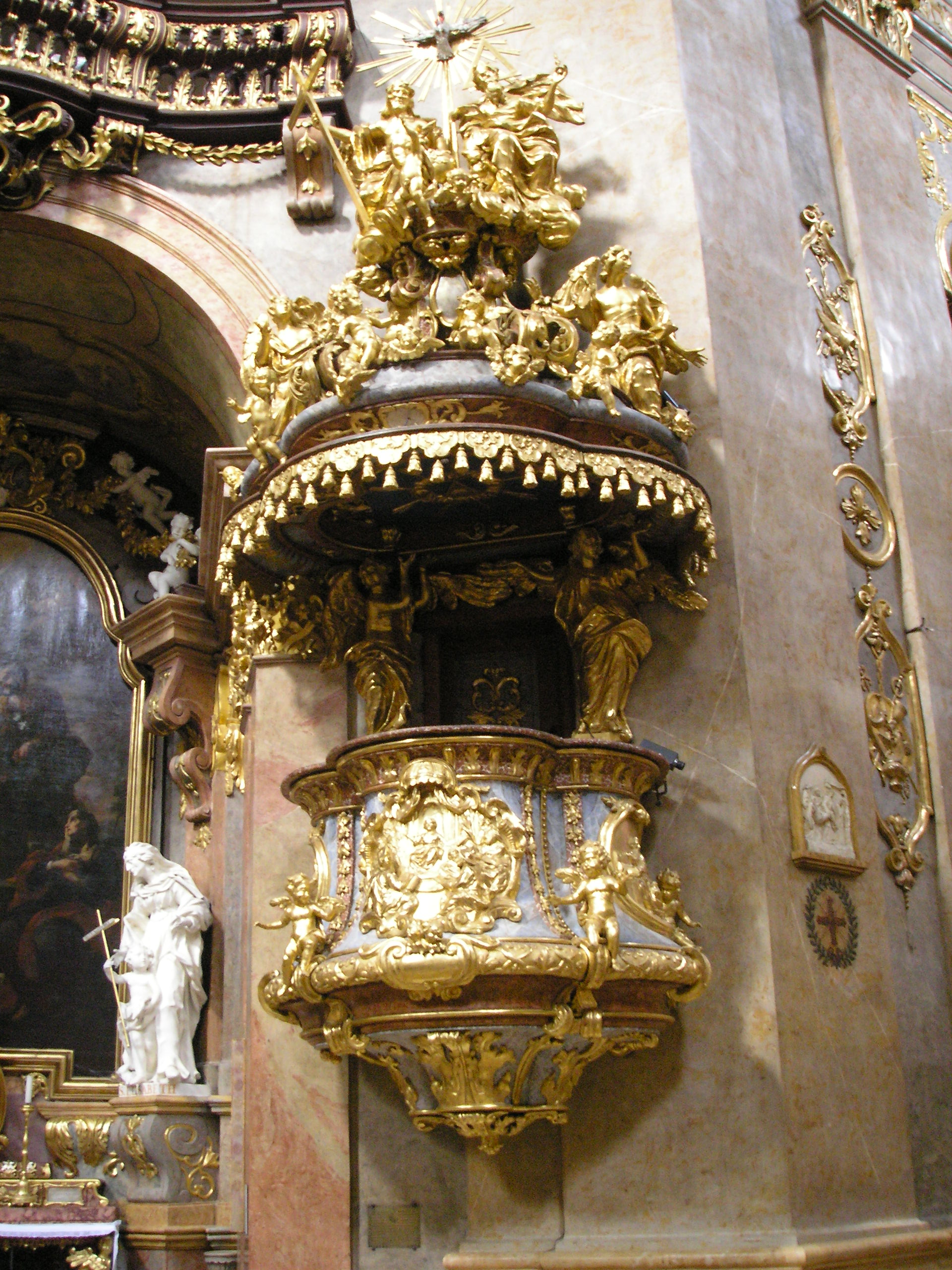
El púlpito barroco.
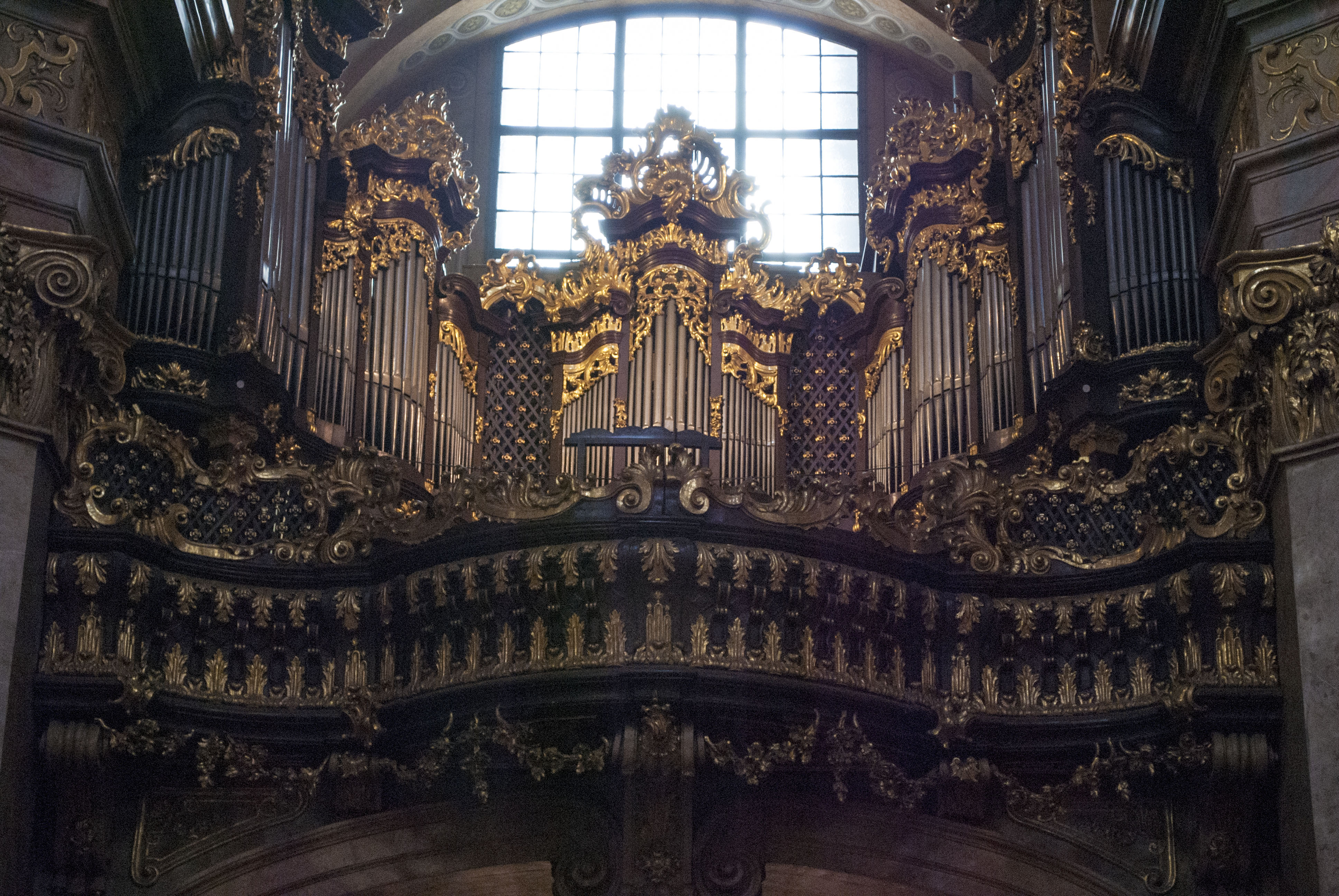
Órgano.